# Igor Cheminava
Igor Revdikovich Cheminava (en ruso: Игорь Ревдикович Чеминава, Leningrado, Unión Soviética, 23 de marzo de 1991) es un futbolista ruso. Juega como defensa y su actual equipo es el KuPS Kuopio.

## Carrera
Durante la temporada 2010/2011 Igor estuvo tres veces en la banca en partidos de la Liga Europea de la UEFA, pero no logró debutar. El 6 de marzo del 2011, también estuvo en el banco en el partido en que el Zenit se coronó campeón de la Supercopa rusa 2011, luego de vencer por uno a cero al CSKA Moscú.
Tuvo su debut con el primer equipo del Zenit, el 13 de marzo del 2011 en un partido contra el FC Terek Grozny. Debido a las lesiones de los defensores Nicolas Lombaerts y de Tomáš Hubočan, además de la suspensión de Fernando Meira, Cheminava debutó como lateral izquierdo en vez de su posición natural de central.

## Estadísticas
| Equipo        | Temporada                     | Liga local | Liga local | Copa local | Copa local | Competición internacional | Competición internacional | Total | Total |
| Equipo        | Temporada                     | PJ         | Goles      | PJ         | Goles      | PJ                        | Goles                     | PJ    | Goles |
| ------------- | ----------------------------- | ---------- | ---------- | ---------- | ---------- | ------------------------- | ------------------------- | ----- | ----- |
| Zenit · Rusia | Liga Premier de Rusia 2011/12 | 3          | 0          | 1          | 0          | 0                         | 0                         | 4     | 0     |
| Zenit · Rusia | Total                         | 3          | 0          | 1          | 0          | 0                         | 0                         | 4     | 0     |
| Zenit · Rusia | Total de su carrera           | 3          | 0          | 0          | 1          | 0                         | 0                         | 4     | 0     |

Estadísticas actualizadas a la fecha: 21 de marzo de 2012.

## Palmarés

### Campeonatos nacionales
| Título             | Club                  | País  | Año  |
| ------------------ | --------------------- | ----- | ---- |
| Supercopa de Rusia | Zenit San Petersburgo | Rusia | 2011 |

## Clubes
| Club                       | País      | Año           |
| -------------------------- | --------- | ------------- |
| Zenit                      | Rusia     | 2010 - 2012   |
| Sibir Novosibirsk (Cedido) | Rusia     | 2012          |
| Zenit                      | Rusia     | 2013          |
| Sillamäe Kalev             | Estonia   | 2014 - 2015   |
| Vityaz Podolsk             | Rusia     | 2015-2016     |
| KuPS Kuopio                | Finlandia | 2016-2017     |
| SC KuFu-98                 | Finlandia | 2017          |
| KuPS Kuopio                | Finlandia | 2018-presente |